# Graveson Glacier
Graveson Glacier är en glaciär i Antarktis. Den ligger i Östantarktis. Nya Zeeland gör anspråk på området. Graveson Glacier ligger 254 meter över havet.
Terrängen runt Graveson Glacier är platt åt nordost, men åt sydväst är den kuperad.  Trakten är obefolkad. Det finns inga samhällen i närheten.